# Proprietà termiche delle nanostrutture

## Considerazioni generali
Dato che i dispositivi continueranno a ridursi ulteriormente al di sotto dei 100 nm seguendo la tendenza prevista dalla legge di Moore, il tema della proprietà termiche e del trasporto di tali dispositivi nanometrici diventa sempre più importante. L'evidenza di un grande potenziale nelle nanostrutture per le applicazioni termoelettriche motivano inoltre gli studi concernenti il trasporto termico in tali dispositivi. Questi settori, tuttavia, generano due richieste contraddittorie: l'alta conduttività termica che affronta i problemi di riscaldamento nei dispositivi al di sotto dei 100 nm, e la bassa conduttività termica per le applicazioni termoelettriche. Tali questioni possono essere affrontate con l'ingegneria fononica, una volta che i comportamenti termici su scala nanometrica siano stati studiati e compresi.

### L'effetto della lunghezza limitata della struttura
In generale due tipi di portatori (carriers) possono contribuire alla conduttività termica: gli elettroni e i fononi. Nelle nanostrutture di solito dominano i fononi e le proprietà fononiche della struttura sono di particolare importanza per la conducibilità termica. Queste proprietà fononiche comprendono: velocità di gruppo fononica, i meccanismi di dispersione fononica, la capacità di calore, il parametro di Grüneisen. Diversamente dai materiali grossolani, i dispositivi su nanoscala hanno proprietà termiche che sono complicate dagli effetti dei limiti (contorni) dovuti alla piccola dimensione. È stato dimostrato che in alcuni casi gli effetti di dispersione fonone-contorno dominano i processi di conduzione termica, riducendola.
Secondo la dimensione della nanostruttura ( L), i valori di cammino libero medio (Λ) del fonone può essere comparabile o maggiore delle dimensioni dell'oggetto. Quando L è più grande del cammino libero medio del fonone, il processo di dispersione di Umklapp limita la conduttività termica (regime di conduttività termica diffusiva). Quando L è comparabile a o più piccola del cammino libero medio (che è dell'ordine di 1 µm per le nanostrutture di carbonio,) il modello di energia continua utilizzato per i materiali grossolani non si applica più e bisogna anche prendere in considerazione gli aspetti non locali e di non equilibrio per il trasferimento di calore. In questo caso i fononi nelle strutture senza difetti potrebbero propagarsi senza dispersione e la conducibilità termica diventare balistica (simile alla conduttività balistica). Più gravi alterazioni del comportamento termico si osservano quando la dimensione della caratteristica L si restringe ulteriormente ancor più verso la lunghezza d'onda dei fononi.

## Caratteristiche delle diverse nanostrutture
In questa sezione verranno esposte dettagliatamente le proprietà termiche delle nanostrutture comuni, tra cui nanofili, nanotubi e pellicole sottili.

### Nanofili

#### Misurazioni della conduttività termica
La prima misurazione della conduttività termica nei nanocavi di silicio è stata pubblicata nel 2003. Due caratteristiche importanti sono state poste in rilievo:

   1) La conduttività termica misurata è significativamente inferiore a quelle della maggior parte del Si massivo (bulk) e, al diminuire del diametro del filo, la conducibilità termica corrispondente si riduce. 

   2) Come il diametro del filo si riduce, la dispersione del confine fononico domina sulla dispersione di Umklapp tra fonone e fonone, la quale diminuisce la conduttività termica insieme ad un aumento di temperatura. Per i fili di 56 nm e 115 nm, è stata osservata la dipendenza di k ~ T3, mentre per un filo di 37 nm essa è k ~ T2 e per un filo di 22 nm k ~ T. Chen et al. hanno dimostrato che il cross-over uni-dimensionale per un nanofilo di silicio di 20 nm si verifica intorno agli 8K, mentre il fenomeno venne osservato per valori di temperatura più grandi di 20K. La ragione di tale comportamento non è nel confinamento esperito dai fononi cosicché le strutture tri-dimensionali mostrano un comportamento bi-dimensionale o uni-dimensionale.

#### Modelli teorici per nanofili

##### Contributi di diversi modi fononici per la conduttività termica
Se si assume che l'equazione di trasporto di Boltzmann sia valida, la conduttività termica può essere scritta come:
{\displaystyle k={\frac {1}{3}}Cv_{g}\Lambda ={\frac {1}{3}}Cv_{g}^{2}\tau }
dove C è la capacità di calore, vg è la velocità di gruppo e {\displaystyle \tau } è il tempo di rilassamento. Si noti che questa ipotesi non regge quando le dimensioni del sistema sono paragonabili alla più piccola o alla stessa lunghezza d'onda dei fononi responsabili del trasporto termico. Nel nostro caso, essendo le lunghezze d'onda dei fononi generalmente dell'ordine di 1 nm e i nanofili in esame dell'ordine di decine di nanometri, l'ipotesi è valida.
Diversi contributi di modalità fononiche per la conduzione di calore possono essere estratti dall'analisi dei dati sperimentali riguardanti i nanocavi di silicio di diverso diametro onde estrarre il prodotto C·vg per l'analisi. È stato dimostrato che tutti i modi fononici che contribuiscono al trasporto termico sono eccitati ben al di sotto della temperatura di Debye (645 K) del Si.
Dall'equazione della conduttività termica, si può scrivere il prodotto C·vg per ogni derivazione di fonone isotropico i.
{\displaystyle (Cv_{g})_{i}={\frac {k_{B}^{4}T^{3}}{2\hbar ^{3}\pi ^{2}}}\int {\frac {1}{v_{p,i}^{2}}}\left[{\frac {x^{4}\exp(x)}{(\exp(x)-1)^{2}}}\right]\,dx}
dove {\displaystyle x=h\omega /k_{B}T} e {\displaystyle v_{p,i}} è la velocità di fase del fonone, la quale è meno sensibile alle dispersioni fononiche rispetto alla velocità di gruppo vg.
Molti modelli di trasporto termico fononico ignorano gli effetti dei fononi acustici trasversali (TA, transverse acoustic) ad alta frequenza a causa della loro piccola velocità di gruppo. (I contributi dei fononi ottici vengono ignorati anche per la stessa ragione.) Tuttavia, il ramo superiore dei fononi TA hanno una velocità di gruppo diversa da zero al confine della zona di Brillouin lungo la direzione Γ-Κ e, di fatto, un comportamento simile ai fononi acustici longitudinali (LA, longitudinal acoustic) e possono contribuire al trasporto di calore.
Poi, le modalità fononiche possibili che contribuiscono alla conduzione di calore sono sia i fononi LA che quelli TA a frequenze basse e alte. Utilizzando le curve di dispersione corrispondenti, il prodotto C·vg può dunque essere calcolato e adattato ai dati sperimentali. La migliore misura è stata trovata quando il contributo dei fononi TA ad alta frequenza viene valutato come il 70% del prodotto a temperatura ambiente. Il restante 30% è fornito dai fononi LA e TA a bassa frequenza.

##### Utilizzo delle dispersioni fononiche complete
La conduttività termica nei nanocavi può essere calcolata sulla base delle dispersioni fononiche complete invece che sulle relazioni di dispersione linearizzate comunemente utilizzate per calcolare la conduttività termica dei materiali grossolani (bulk).
Supponendo che il trasporto fononico sia diffusivo e l'equazione del trasporto di Boltzmann (BTE, Boltzmann transport equation) sia valida, la conduttività termica del nanofilo G(T) può essere definita come:
{\displaystyle G(T)\simeq \sum _{\alpha }{\int {{\frac {\lambda _{a}(k_{z})}{L}}{\frac {\hbar \omega _{\alpha }(k_{z})}{2\pi }}{\frac {df_{b}}{dT}}v_{z}(\alpha ,k_{z})dk_{z}}}}
dove la variabile α rappresenta i numeri quantici associati alle bande inferiori nelle relazioni di dispersione fononica uni-dimensionale, fB rappresenta la distribuzione di Bose-Einstein, vz è la velocità del fonone nella direzione z e λ è la lunghezza di distensione fononica lungo la direzione della lunghezza del filo. La conduttività termica viene espressa come:
{\displaystyle k(T)={\frac {1}{S}}\sum {\alpha }{\int _{0}^{\frac {\pi }{a_{z}}}\lambda _{\alpha }(k_{z}){\frac {\hbar \omega _{\alpha }(k_{z})}{2\pi }}{\frac {df_{B}}{dT}}v_{z}(\alpha ,k_{z})\,dk_{z}}}
dove S è l'area della sezione trasversale del filo, az è la costante di reticolo.
È stato dimostrato che, usando questa formula e calcolate atomisticamente le dispersioni fononiche (con potenziali interatomici ivi sviluppati), è possibile calcolare in modo prevedibile le curve di conduttività termiche del reticolo per i nanofili, in buon accordo con gli esperimenti. D'altra parte, non era possibile ottenere risultati corretti con la formula approssimata di Callaway. Questi risultati si pensa di applicarli ai ”nanowhiskers” dove gli effetti di confinamento fononico sono insignificanti. I nanofili di Si più grandi di ~35 nm rientrano in questa categoria.

##### Nanofili sottilissimi
Per i nanofili di grande diametro i modelli teorici sono paragonabili al percorso libero medio, il quale è indipendente dalla frequenza dei fononi in grado di eguagliare strettamente i risultati sperimentali. Ma per i nanofili molto sottili le cui dimensioni sono paragonabili alla lunghezza d'onda fononica dominante, è necessario un nuovo modello. Uno studio ha mostrato che in tali casi, lo scattering fonone-limite (boundary) dipende dalla frequenza. Verrebbe dunque utilizzato il nuovo percorso libero medio:
{\displaystyle l^{-1}=B\left({\frac {h}{d}}\right)^{2}{\frac {1}{d}}\left({\frac {\omega }{\omega _{D}}}\right)^{2}N(\omega )}
Qui, l è il percorso libero medio (come Λ). Il parametro h è la scala di lunghezza associata alla regione disordinata, d è il diametro, N(ω) è il numero di modi alla frequenza ω e B è una costante correlata alla regione di disordine.
La conduttanza termica è quindi calcolata usando la formula di Landauer:
{\displaystyle G(T)={\frac {1}{2\pi \hbar }}\int _{0}^{\infty }{\left({\frac {N_{1}(\omega )}{1+L/l(\omega )}}+{\frac {N_{2}(\omega )}{1+L/d}}\right){\frac {\hbar ^{3}\omega ^{2}}{k_{B}T^{2}}}\times {\frac {e^{\frac {\hbar \omega }{k_{B}T}}}{{(e^{\frac {\hbar \omega }{k_{b}T}}-1)}^{2}}}}}

### Nanotubi di carbonio
Come le strutture grafitiche in nanoscala, i nanotubi di carbonio sono di grande interesse per le loro proprietà termiche. Il calore specifico a bassa temperatura e la conduttività termica mostrano la prova diretta di una quantizzazione 1-D della struttura a banda fononica. La modellazione del calore specifico a bassa temperatura permette di determinare la velocità fononica nel tubo, la scissione delle sottobande fononiche in un singolo tubo e l'interazione tra i tubi vicini in un fascio (bundle).

#### Misurazioni della conduttività termica
Le misurazioni dimostrano la conduttività termica dei nanotubi di carbonio a singola parete (SWNTs, single-wall carbon nanotubes) di circa 3500 W/(m·K) a temperatura ambiente e oltre i 3000 W/(m·K) per nanotubi di carbonio multi-parete (MWNTs, multiwalled carbon nanotubes). L'aggiunta di nanotubi a resina epossidica può raddoppiare la conduttività termica per un carico di solo l'1%, mostrando che i materiali compositi per i nanotubi possono essere utili per le applicazioni nel campo della gestione termica.

#### Modelli teorici per nanotubi
La conduttività termica nei NTC è principalmente dovuta ai fononi piuttosto che agli elettroni così la legge di Wiedemann–Franz non è applicabile.
In generale, la conducibilità termica è una qualità del tensore, ma in quest'analisi, è importante prendere in considerazione solo gli elementi diagonali:
{\displaystyle k_{zz}=\sum C{v_{z}}^{2}\tau }
dove C è il calore specifico e vz e {\displaystyle \tau } sono la velocità del gruppo e il tempo di rilassamento di un dato stato fononico.
A basse temperature (T è molto inferiore alla temperatura di Debye), il tempo di rilassamento viene determinato dalla dispersione (scattering) di impurità fissate, difetti, contorni del campione, ecc. ed è grosso modo costante. Pertanto, nei materiali ordinari, la conduttività termica a bassa temperatura ha la stessa dipendenza di temperatura come il calore specifico. Tuttavia, nei materiali anisotropi, questo rapporto non regge bene. Poiché il contributo di ciascuno stato è ponderato con il tempo di dispersione (scattering) e il quadrato della velocità, la conduttività termica preferenzialmente saggia stati con elevata velocità e tempo di dispersione. Per esempio, nella grafite, la conduttività termica parallela ai piani basali è solo debolmente dipendente dai fononi interstrato (interlayer). Nei fasci di SWNT, è verosimile che k(T) dipende soltanto dai fononi nel tubo, piuttosto che dai modi intertubo.
La conduttività termica è di particolare interesse nei sistemi dimensionalmente bassi. Per i NTC, rappresentati come canale elettronico balistico 1-D, la conduttanza elettronica viene quantizzata con un valore universale di
{\displaystyle G_{0}={\frac {2e^{2}}{h}}}
Similmente, per un singolo canale balistico 1-D, la conduttanza termica dipende dai parametri dei materiali, e dove esiste un quanto di conducibilità termica, che è lineare nella temperatura:
{\displaystyle G_{th}={\frac {\pi ^{2}{k_{B}}^{2}T}{3h}}}
Le condizioni per l'osservazione di questo quanto vennero per prima esaminate in dettaglio da Rego e Kirczenow. Usando nanostrutture litograficamente definite, Schwab et al. hanno confermato questo valore sperimentalmente.
Ad alte temperature, la dispersione di Umklapp a tre fononi comincia a limitare il tempo di rilassamento fononico. Pertanto, la conduttività termica fononica mostra un picco diminuendo con l'aumento della temperatura. La dispersione (scattering) di Umklapp richiede la produzione di un fonone di là del limite della zona di Brillouin; a causa dell'elevata temperatura di Debye del diamante e della grafite, il picco della conduttività termica di questi materiali è vicino a 100 K, significativamente superiore rispetto alla maggior parte degli altri materiali. Nelle forme meno cristalline di grafite, quali le fibre di carbonio, il picco in k(T) si verifica a più alte temperature, poiché la dispersione del difetto rimane dominante nello scattering di Umklapp a temperatura più alta. Nei sistemi a bassa dimensionalità, è difficile conservare sia l'energia che la quantità di moto (momentum) per i processi di Umklapp, e quindi potrebbe essere possibile che la dispersione di Umklapp sia soppressa nei nanotubi con forme di carbonio 2-D o 3-D.
Berber et al. hanno calcolato la conduttività termica fononica di nanotubi isolati. Il valore k(T) raggiunge circa i 100 K, diminuendo con l'aumentare della temperatura. Il valore di k(T) al picco massimo (37.000 W/(m·K)) è comparabile alla conduttività termica più elevata mai misurata (41.000 W/(m·K) per un campione di diamante isotopicamente puro a 104 K). Anche a temperatura ambiente, la conduttività termica è abbastanza alta (6600 W/(m·K)), superiore alla conduttività termica riferita a temperatura ambiente del diamante puro isotopicamente di quasi un fattore 2.
Nella grafite, le interazioni interstrato smorzano la conduttività termica per mezzo di quasi 1 ordine di grandezza . È verosimile che lo stesso processo di verifichi nei fasci (bundles) di nanotubi . Perciò è significativo che l'accoppiamento di tubi in fasci sia più debole del previsto . Può essere che questo accoppiamento debole, che diventa problematico per le applicazioni meccaniche dei nanotubi, sia un vantaggio per le applicazioni termiche.

##### Densità fononica degli stati per i nanotubi
La densità fononica degli stati viene calcolata attraverso la struttura a bande di nanotubi isolati, studiata da Saito et al. e Sanchez-Portal et al.
Quando un foglio di grafene è ‘‘arrotolato'’ in un nanotubo, la struttura a banda 2-D si avvolge in un grande numero di sottobande 1-D. In un tube (10.10), per esempio, le sei bande fononiche (tre acustiche e tre ottiche) del foglio di grafene diventano 66 sottobande 1-D separate. Un risultato diretto di questo avvolgimento è che la densità del nanotubo degli stati ha un numero di picchi netti dovuti alle singolarità di Van Hove 1-D , assenti nella grafene e nella grafite. Nonostante la presenza di queste singolarità, la densità globale degli stati è simile alle alte energie, in modo che il calore dell'alta temperatura specifica dovrebbe essere approssimativamente anche uguale. Questo è ovviamente prevedibile: i fononi ad alta energia sono più riflettenti del legame carbonio-carbonio rispetto alla geometria del foglio di grafene.

### Pellicole sottili
Le pellicole sottili sono prevalenti nell'industria della micro e nanoelettronica per la fabbricazione di sensori, attuatori e transistor; quindi, le proprietà del trasporto termico influiscono sulle prestazioni e sull'affidabilità di molte strutture, come i transistor, i laser a stato solido, i sensori e gli attuatori. Sebbene questi dispositivi siano tradizionalmente a base di materiale cristallino (silicio) grossolano, spesso contengono pellicole sottili di ossidi, polisilicio, metallo, oltre che superreticoli come i cumuli di pellicola sottile di GaAs/AlGaAs per i laser.

#### Pellicole sottili monocristalline
Le pellicole di silicio-su-isolatore (SOI, silicon-on-insulator) con spessore di silicio che va da 0,05 µm a 10 µm oltre a uno strato di diossido di silicio sepolto sono sempre più popolari per i dispositivi semiconduttori a causa del maggiore isolamento dielettrico associato con wafer SOI/SOI contenenti uno strato sottile di silicio su uno strato di ossido e una pellicola sottile di silicio monocristallino, che riduce l'effettiva conduttività termica del materiale fino al 50% rispetto al silicio massivo, a causa della dispersione (scattering) fonono-interfaccia, di difetti e dislocazioni della struttura cristallina. È stato suggerito che vi è una dipendenza debole nello spessore della pellicola, dato che la conducibilità termica è limitata principalmente dalle dislocazioni nella struttura della membrana piuttosto che negli effetti di dispersione fonone-confine. I precedenti studi di Asheghi et al. mostrano un andamento similare. Altri studi sulle pellicole sottili mostrano effetti termici simili .

#### Superreticoli
Le proprietà termiche associate ai superreticoli sono fondamentali per lo sviluppo del laser a semiconduttore. La conduzione del calore dei superreticoli è meno compresa rispetto a quella delle pellicole sottili omogenee. È stato teorizzato che i superreticoli hanno una conduttività termica inferiore dovuta alle impurità provenienti dalle discrepanze del reticolo e dalle eterogiunzioni. In questo caso deve essere considerato lo scattering fonone-interfaccia alle eterogiunzioni; lo scattering completamente elastico sottovaluta la conduzione del calore, mentre lo scattering completamente anelastico la sopravvaluta. Per esempio, un superreticolo di pellicola sottile di Si/Ge ha una maggiore diminuzione della conduttività termica rispetto all'ammasso (stack) di una pellicola di AlAs/GaAs a causa dell'aumentato divario di reticolo. Una semplice stima della conduzione del calore dei superreticoli è:
{\displaystyle k_{n}=\left({\frac {C_{1}v_{1}C_{2}v_{2}}{C_{1}v_{1}+C_{2}v_{2}}}\right)\left({\frac {d_{1}+d_{2}}{2}}\right)}
dove C1 e C2 sono la corrispondente capacità di calore rispettivamente della pellicola 1 e della pellicola 2, v1 e v2 sono le velocità di propagazione acustica nella pellicola 1 e nella pellicola 2, mentre d1 e d2 sono gli spessori della pellicola 1 e della pellicola 2. Questo modello trascura lo scattering all'interno degli strati mentre suppone uno scattering pienamente diffuso e anelastico.

#### Pellicole policristalline
Le pellicole policristalline sono comuni nei dispositivi a semiconduttore, dato che il gate elettrodico di un transistor a effetto di campo è spesso fatto in silicio policristallino. Se le dimensioni granulometriche del polisilicio sono piccole, la dispersione (scattering) interna dei confini (boundaries) dei granuli può sopraffare gli effetti di dispersione pellicola-confine. Inoltre, i confini granulari contengono più impurità, risultante dalla sua dispersione. Allo stesso modo, le pellicole amorfe o disordinate sperimenteranno un'alta riduzione della conducibilità termica, poiché la dimensione dei piccoli granuli si realizza in numerosi effetti di dispersione tra granulo-confine. Differenti metodi di deposizione di pellicole amorfe risulteranno nelle differenze delle impurità e nelle dimensioni granulometrica.
L'approccio più semplice per modellare la dispersione fononica ai confini granulari è di aumentare il tasso di dispersione attraverso l'introduzione di questa equazione:
{\displaystyle \tau _{G}^{-1}=B{\frac {v}{d_{G}}}}
dove B è un parametro senza dimensione che si relaziona con il coefficiente di riflessione fononica ai confini granulari, dG è la dimensione caratteristica del granulo e v è la velocità del fonone attraverso il materiale. Un approccio più formale per valutare il tasso di dispersione è:
{\displaystyle {\tau _{G}}^{-1}={\frac {2\nu }{\pi d_{G}}}\left[1-\exp \left(-{\frac {\pi ^{2}}{4}}\nu _{G}\right)\right]}
dove vG è la forza (strength) senza dimensione della dispersione granulo-confine, definita come
{\displaystyle \nu _{G}=\sum _{j}\sigma _{j}\nu _{j}}
Qui {\displaystyle \sigma _{j}} è la sezione trasversale di un'area granulo-confine, e νj è la densità dell'area del confine granulare.

#### Misurazione della conducibilità termica delle pellicole sottili
Ci sono due approcci per determinare sperimentalmente la conduttività termica delle pellicole sottili. L'obiettivo della metrologia sperimentale della conduttività termica delle pellicole sottili è quello di raggiungere una misurazione accurata termica senza alterare le loro proprietà.
Il riscaldamento elettrico è utilizzato per le pellicole sottili che hanno una conducibilità termica inferiore a quella del substrato ed è abbastanza preciso nella misurazione della conduttività fuori dal piano (out-of-plane). Spesso, un riscaldatore resistivo e un termistore sono fabbricati sulla pellicola campione utilizzando un metallo altamente conduttivo, come ad esempio l'alluminio. L'approccio più diretto sarebbe quello di applicare una corrente in stato costante (steady-state) e misurare la variazione di temperatura dei termistori adiacenti. Un approccio più versatile utilizza un segnale AC applicato agli elettrodi. La terza armonica del segnale AC rivela il riscaldamento e le fluttuazioni di temperatura del materiale.
Il riscaldamento laser è un metodo della metrologia a non-contatto, che utilizza pulsioni laser dell'ordine del pico- e del nanosecondo per fornire energia termica al substrato. Il riscaldamento laser utilizza un meccanismo di pompa-sonda; il fascio pompa introduce energia nella pellicola sottile, come il fascio sonda raccoglie le caratteristiche del modo in cui si propaga l'energia attraverso la pellicola. Il riscaldamento laser è vantaggioso perché l'energia fornita per la pellicola può essere controllata con precisione; inoltre, la breve durata di riscaldamento disaccoppia la conducibilità termica del pellicola sottile dal substrato .